# 西浦 (福岡市)
西浦（にしのうら）は、福岡県福岡市西区の町名。現行の行政地名は、大字西浦。面積は375.32ヘクタール。2023年1月末現在の人口は873人。郵便番号は819-0202。

## 地理
福岡市の中心である中央区天神の西側、西区の北西端、糸島半島の北西端に位置する。西及び北で玄界灘に面し、東で宮浦（みやのうら）と、南で小田（こた）と隣接する。

### 通称としての地名
西浦は、宮浦、小田及び草場を合わせた総称して「北崎」と称されることが多い。これらの地区については、1961年（昭和36年）4月1日に福岡市に編入される前に存在した北崎村の一部であったという歴史的なつながりがある。現在、これらは小学校の校区である「北崎校区」の区域であり、また、地域の自治組織として複数の町内会から構成される「北崎校区自治協議会」の区域でもある。

### 河川
西浦には次の河川が横断している。
- 井上川（普通河川）
- 松原川（普通河川）

### 都市計画
都市計画に関しては、「福岡市都市計画マスタープラン」において、農地が広がり農漁村集落が分布する「農業・集落ゾーン」及び緑豊かな山並みや海岸線からなる「山地・丘陵地」等に位置付けられている。区域区分は、市街化調整区域に指定されており、原則として新たな開発行為や建築行為が認められない。ただし、都市計画法で限定的に列挙されている一定の開発行為及び建築行為は認められる。西浦において特に指定がなされている区域等については以下のようなものがある。

#### 沿道サービス施設
西浦においては、市街化調整区域内であっても許可の対象となる沿道サービス施設の許可条件の一つである沿道サービス指定路線が次の路線について指定されている。
- 1983年（昭和58年）6月21日指定：福岡志摩前原線の一部

#### 既存集落
西浦の一部の区域においては、市街化調整区域内であっても、日用品販売店舗や分家住宅などの建築物を建築することができる「指定既存集落」の区域が指定されている。

#### 都市計画法第34条第12号に基づく区域指定
西浦の一部の区域において、都市計画法第34条第12号に基づき、住宅や小規模な店舗などを建築することができる「区域指定型制度」の区域が指定されている。高齢化や人口減少などの課題を抱える既存集落における地域の活性化が期待されており、制度の創設（第12号：2015年9月24日）以来、福岡市内で区域の指定が進んでおり、西浦においては次の区域が指定されている。
- 2019年（令和元年）8月29日指定：北崎地区 - 西浦岡町内会（約13.4ヘクタール）

#### 都市計画法第34条第14号に基づく新基準
西浦は「福岡市開発審査会附議基準」の2016年（平成28年）6月8日改訂によりできた新基準である「地域産業振興施設」の対象となる区域の一つである北崎小学校区に含まれている。この制度では、地域住民の合意のもと、農林水産業や観光業など、地域産業の振興に寄与する建築物の立地が可能となり、例えば既存集落以外の地域におけるレストラン、カフェ、直売所、宿泊施設（ホテル）、体験・交流施設、観光案内所、土産物屋などが許可の対象とされている。

## 歴史
現行の行政地名大字西浦は、1889年（明治22年）からのものである。はじめは小田村、1896年（明治29年）から北崎村、1961年（昭和36年）から福岡市、1972年（昭和47年）からは同市西区の大字である。

## 人口
大字西浦の人口の推移を福岡市の住民基本台帳（公称町別）に基づき示す（単位：人）。集計時点は各年9月末現在である。一貫して減少している。
- 2001年（平成13年）：1,238
- 2002年（平成14年）：1,216
- 2003年（平成15年）：1,211
- 2004年（平成16年）：1,220
- 2005年（平成17年）：1,172
- 2006年（平成18年）：1,155
- 2007年（平成19年）：1,128
- 2008年（平成20年）：1,120
- 2009年（平成21年）：1,111
- 2010年（平成22年）：1,087
- 2011年（平成23年）：1,058
- 2012年（平成24年）：1,054
- 2013年（平成25年）：1,025
- 2014年（平成26年）：1,011
- 2015年（平成27年）：1,009
- 2016年（平成28年）：985
- 2017年（平成29年）：968
- 2018年（平成30年）：949
- 2019年（令和元年）：925
- 2020年（令和2年）：904
- 2021年（令和3年）：888
- 2022年（令和4年）：874

## 交通
交通に関しては、公共交通機関としてはバスのみである。

### 鉄道
鉄道は通っていない。

### バス
昭和自動車株式会社（通称：「昭和バス」）のバスが運行している。
町内のバス停は次の通り。
- 西の浦
- 西の浦保育園前
- PALMBEACH

### 道路
主な道路は次の通り。
- 福岡県道54号福岡志摩前原線
- 福岡県道611号西ノ浦今宿自転車道線[注釈 2]

## 施設

### 公共公益施設
- 西岡公民館（大字西浦1012番地の1、西浦投票所）
- 西浦漁港（漁港漁場整備法における第二種漁港[13]）
- 福岡市漁業協同組合西浦支所
- 西浦汚水処理場（農業・漁港集落排水）[14]

### 学校
町内に小学校及び中学校は存在しないが、校区については、次の学校の校区に属する。
- 小学校：福岡市立北崎小学校（小田）
- 中学校：福岡市立北崎中学校（小田）

## 名所・旧跡
- 蒙古山記念碑
- 白木神社（大字西浦1353番地の1）
- 西浦岬灯台
- 西浦のかずら引き（市指定無形民俗文化財、福岡市西区大字西浦1265、西浦漁港）[16]

## その他
- 西浦保育園[17]